# Молодіжний чемпіонат світу з хокею із шайбою 1975
Молодіжний чемпіонат світу з хокею із шайбою 1975 (англ. 1975 World Junior Ice Hockey Championships) — неофіційній чемпіонат світу з хокею серед молодіжних команд, який відбувався у Канаді й США з 27 грудня 1974 року по 5 січня 1975 року в містах Вінніпег, Брандон, Міннеаполіс, Блумінгтон і Фарго.

## Підсумкова таблиця та результати
| М. |                |     | Канада | Швеція | Чехословаччина | Фінляндія | США | І | В | Н | П | Ш     | О     |
| -- | -------------- | --- | ------ | ------ | -------------- | --------- | --- | - | - | - | - | ----- | ----- |
| 1. | СРСР           |     | 4:3    | 6:2    | 5:1            | 4:1       | 3:1 | 5 | 5 | 0 | 0 | 22:08 | 10:0  |
| 2. | Канада         | 3:4 |        | 10:2   | 3:0            | 2:1       | 9:3 | 5 | 4 | 0 | 1 | 27:10 | 08:02 |
| 3. | Швеція         | 2:6 | 2:10   |        | 2:2            | 5:3       | 7:3 | 5 | 2 | 1 | 2 | 18:24 | 05:05 |
| 4. | Чехословаччина | 1:5 | 0:3    | 2:2    |                | 1:1       | 5:0 | 5 | 1 | 2 | 2 | 09:11 | 04:06 |
| 5. | Фінляндія      | 1:4 | 1:2    | 3:5    | 1:1            |           | 4:2 | 5 | 1 | 1 | 3 | 10:14 | 03:07 |
| 6. | США            | 1:3 | 3:9    | 3:7    | 0:5            | 2:4       |     | 5 | 0 | 0 | 5 | 09:28 | 00:10 |

## Бомбардири
| М  | Гравець             | Країна         | Г | П | О |
| -- | ------------------- | -------------- | - | - | - |
| 1  | Борис Чучін         | СРСР           | 4 | 4 | 8 |
| 1  | Даг Бредберг        | Швеція         | 4 | 4 | 8 |
| 3  | Дейл Мак-Маллен     | Канада         | 3 | 5 | 8 |
| 4  | Володимир Кучеренко | СРСР           | 0 | 8 | 8 |
| 5  | Еміль Мешарош       | Швеція         | 4 | 3 | 7 |
| 6  | Кент Нільссон       | Швеція         | 4 | 2 | 6 |
| 6  | Браян Троттьє       | Канада         | 4 | 2 | 6 |
| 8  | Мел Бріджмен        | Канада         | 4 | 1 | 5 |
| 8  | Віктор Хатулєв      | СРСР           | 4 | 1 | 5 |
| 10 | Марк Девідсон       | Канада         | 3 | 2 | 5 |
| 10 | Петер Штястний      | Чехословаччина | 3 | 2 | 5 |
| 10 | Матті Гагман        | Фінляндія      | 3 | 2 | 5 |

## Нагороди
Найкращі гравці, обрані дирекцією ІІХФ
- Найкращий воротар:  Ед Станьовський
- Найкращий захисник:  Сергій Бабінов
- Найкращий нападник:  Віктор Хатулєв

Команда усіх зірок, обрана ЗМІ
- Воротар:  Володимир Мишкін
- Захисники:  Річард Лапойнт —  Віктор Кучеренко
- Нападники:  Дейл Мак-Маллен —  Віктор Хатулєв —  Борис Александров

## Чемпіони
Склад збірної СРСР:
- воротарі — Володимир Мишкін («Крила Рад»), Сергій Бабарико («Кристал» Саратов);
- захисники — Володимир Кучеренко, Федір Канарейкін («Спартак» Москва), Зінетулла Білялетдінов, Віталій Філіппов[ru] («Динамо» Москва), Олександр Балдін («Спартак» Нижній Тагіл), Василь Первухін («Дизеліст»), Сергій Бабінов («Трактор»), Олександр Іванов («Кристал» Саратов);
- нападники — Борис Чучін, Сергій Шепелєв (СКА), Віктор Хатулєв («Динамо» Рига), Сергій Абрамов, Анатолій Степанов, Сергій Лантратов[ru] («Металург» Новокузнецьк), Борис Александров (ЦСКА), Борис Барабанов («Сибір»), Віктор Вахрушев, Олександр Зотов («Крила Рад»), Валерій Брагін, Дмитро Федін («Спартак» Москва).
- Тренери — Юрій Морозов[ru], Ігор Тузик[1].